# Yuval Shpungin
Yuval Shpungin (en hebreo: יובל שפונגין) (nació el 3 de abril de 1987 en Ramat Gan, Israel) es un futbolista israelí, aunque también goza de pasaporte estonio por su descendencia, que milita actualmente en el Hapoel Kfar Shalem, donde actúa de lateral derecho.
Fue uno de los artífices de la selección sub-21 que eliminó a Francia y se coló en el europeo de la categoría. El 7 de marzo de 2007 debutó con la selección absoluta en un amistoso frente a Ucrania, y el 24 del mismo mes, hizo su primera aparición en partido oficial frente a Inglaterra.